# 大人漫画
大人漫画（おとなまんが）とは、大人向けの漫画。「ナンセンス漫画」「成人漫画」ともいう。
1930年代から1960年代にかけては日本の漫画の本流であり、単に「漫画」というと「大人漫画」のことを指した。ただし、戦前の『のらくろ』『少年倶楽部』を経て戦後の手塚治虫に至る「子供漫画」の系譜が1970年代以後の漫画の本流になったため、漫画史上において「大人漫画」の流れは存在しなかったことにしている漫画史家も多い（いわゆる「手塚史観」「トキワ荘史観」「『まんが道』史観」）。もっとも「トキワ荘」系の「子供漫画家」にも、1960年代後半には「大人漫画家」として活躍した側面があり、手塚治虫『人間ども集まれ!』や藤子不二雄『黒ィせぇるすまん』などといった軽視すべからざる作品を著しているため、注意が必要である。

## 概要

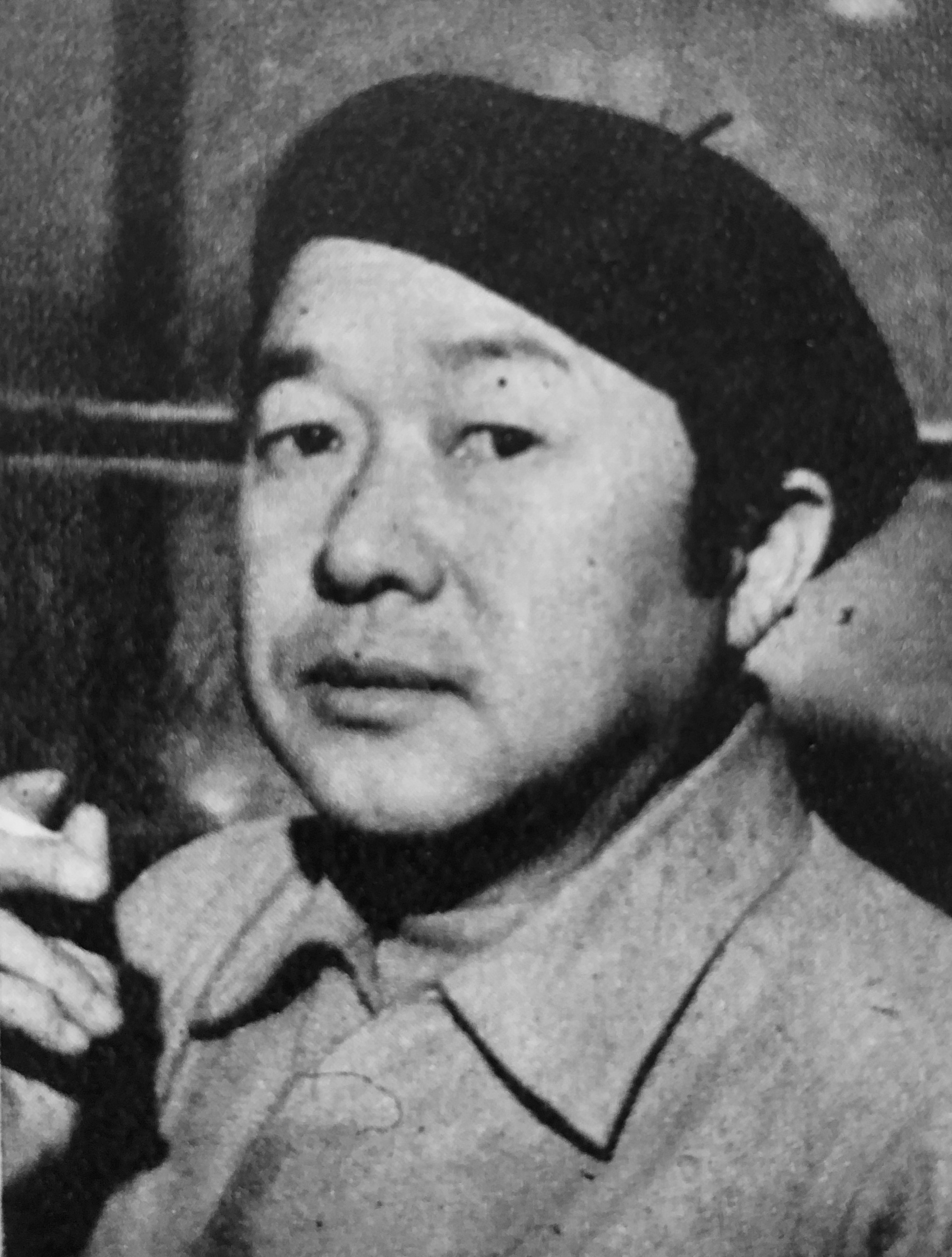
新聞漫画『フクちゃん』の作者として、子供漫画の手塚治虫と並ぶ人気を持った大人漫画の代表的作家、横山隆一。「漫画はサシミのツマのようなもの」という、大人漫画のスタンスを象徴する名言を残した

風刺とユーモアを旨とする漫画であり、一コマ漫画（カートゥーン）を中心とするが、四コマ漫画やストーリー漫画、果ては絵本やフォトモンタージュ（写真）すらも「大人漫画」の一形態でありうると考えられている（少なくとも、「大人漫画」を顕彰する「文藝春秋漫画賞」はそのように考えていた）。もともと「漫画」と言う大カテゴリにおいて、「子供漫画」や「劇画」はニッチな小カテゴリの一つに過ぎず、それ以外の大人向けの漫画がすなわち「漫画」の本流と暗黙に見なされていたが、1970年代以後には「子供漫画」と「劇画」以外の漫画がほとんど衰退したことから、「子供漫画」と「劇画」を合わせたものがすなわち「漫画」と暗黙に見なされるようになり、逆に「子供漫画」と「劇画」以外の漫画が「大人漫画」と言うニッチとみなされるようになった。
「文藝春秋漫画賞」は、（子供向けのニッチなジャンルである）「子供漫画」と「劇画」以外のあらゆる漫画を網羅して評価する賞として、1960年代まで大きな権威を持った。「文藝春秋漫画賞」は、本来は様々な表現を「漫画」として顕彰することで、日本の漫画の豊かな多様性を担保する存在であったが、「子供漫画」と「劇画」のシェアが著しく拡大したために、1970年代以後は「大人漫画」と言うニッチを顕彰するニッチな漫画賞だとみなされるようになった。「文春漫画賞」は、市場にあるほとんどの漫画（「子供漫画」と「劇画」）を「漫画」とみなさずに無視する閉鎖性、にも関わらず「漫画」という大ジャンルを評価するという権威主義、1960年代の価値観を保ったままの選考委員が年を経るごとに「漫画」が出なくなる漫画界の現状をひたすら嘆くなど、迷走の末に2001年に終了し、これがそのまま「大人漫画」の歴史とされている。
明治時代の漫画（「ポンチ絵」）と違う点として、「ポンチ絵」が低俗すぎて話にならないのに対し、「漫画（大人漫画）」は大人の鑑賞に堪える。単なる滑稽画だった「ポンチ絵」に対し、1930年代以後の「漫画」には「コマ割り」「ストーリー」「キャラクター」など数々の革新的な手法が次第に導入され、滑稽だけでなく悲劇など「全て」を描けるようになった。そのため、「漫画家」を名乗った最初の世代である岡本一平は「ポンチ絵」という言葉を嫌い、「漫画家」を自称し、「芸術家」を自認した。（岡本一平らの世代を「大人漫画」に含めるかどうかは諸説あり、峯島正行は「漫画集団」以後の世代を「近代漫画」としている）
大正時代の漫画と違う点として、日本画の筆ではなくケント紙にペンとインクを使って描く。つまり、普段は筆を使っている美術家が余技として、あるいは本画で食えない画家がアルバイトとして漫画を描くのではなく、本職の「漫画家」が描く漫画である。読売新聞の近藤日出造、朝日新聞の横山泰三など、「漫画家」として大新聞社に雇われ、高給を貰って漫画を描いていることから、大人漫画家はプライドが高かった。
セリフは活字（写植、フォント）ではなく、全部ペンで手書きである。書き文字も含めて「描線」を味わう楽しみを知っているのが読者である「大人」だった。漫画のタイトルやアオリ文は編集部で付けているので、活字である。
コマが複数ある場合は、読み順が解りやすいように「コマ番号」が振られている。もちろんこのコマ番号も手書きである。1960年代当時、大人漫画の本流は1枚絵のカートゥーンとされていたから、コマ漫画はコマ番号がないと読み順が解らなかった。現代においては日本の漫画の類型的なフォーマットの一つとなっている4コマ漫画でも、「1ページに4コマ漫画が2本」（漫画研究のコマ割りの専門用語で言うと、「2列4段割り」）と言う基本フォーマットが人口に膾炙する前の時代に制作された物は、読者には馴染みの薄いフォーマットで、読み順が解らないので、やはりコマ番号が振られている。例えば植田まさし『フリテンくん』においては、1980年代初頭の作品までコマ番号が見られるが、「4コマ漫画ブーム」において4コマ専門誌が多数刊行される1980年代中ごろになると「2列4段」と言う基本フォーマットが膾炙したようで、やがてコマ番号は廃止された。そもそも、1960年代の大人漫画は「2列5段割り」のフォーマットが普通だった。
「子ども漫画」との違いとして、子ども漫画は子供が読むものだったのに対し、大人漫画は大人が読むものだった。つまり、（繰り返しになるが）「大人漫画」は大人の鑑賞に堪える。逆に言うと、大人漫画は知的過ぎて子供は読むことができなかった。また、大人漫画は大人向けなので、おっぱいやセックスなど性的なネタも多かったので、子供が大っぴらに読んで良いものではなかった。1960年代には「劇画」の表現技法が発達した末に、劇画の手法で「エロ」が描けるようになり、1973年に「エロ劇画」と言うジャンルが誕生するが（同時期の「子ども漫画」はまだ「お色気漫画」に留まっており、「子ども漫画」の手法でエロを描く、現代のエロ漫画の直接的な祖先となる「ロリコン漫画」と言うジャンルが誕生するのは1982年である）、それ以前の時代に「成人漫画」と同義だった「大人漫画」は、こんな絵柄ながら本気で「わいせつ」たりうると考えられており、1950年に青姦をテーマにした横山泰三の大人漫画『噂の皇居前広場』が「わいせつ画」として戦後漫画史上初の発禁を食らっている。ただし、「エロティック」な女体を描き得た大人漫画家は、小島功ただ一人であり、それ以外の「わいせつ」な大人漫画は「エロ」ではなく「下ネタ」である。下ネタの表現に特化した大人漫画である「艶笑漫画」と言うジャンルもある。
子ども漫画は子供の代替わりに従って価値観が変わり、数年で漫画家の入れ替えが起きる。そのため、1960年代までは子ども漫画から大人漫画に移行する漫画家も多かった。「俺はね、もう子供漫画には疲れたよ」と言い残して大人漫画の世界へ移っていった元・子供漫画家の馬場のぼるの例が挙げられる。もっとも、大人漫画家として成功するには、大人漫画の業界を牛耳っていた職能集団「漫画集団」の中で政治力で地位を高める必要があったことから、結局大人漫画にも馴染めない人も多く、馬場のぼるはやなせたかしらと「漫画家の絵本の会」を結成し、絵本作家となった。後に『アンパンマン』で有名になるやなせたかしも、大人漫画家時代は大人向けなので、おっぱい丸出しの直球の艶笑漫画を描いていた。
「劇画」と比較すると、「劇画」が教育を受けていない人が描いていたのに対して、「大人漫画」は大卒が書いていた。戦後の大人漫画を担った「戦後派三羽烏」の横山泰三、加藤芳郎、荻原賢次は、戦前に美術学校で専門教育を受けており、また1960年代を代表する若手漫画家「早大漫研の三羽烏」の園山俊二、福地泡介、東海林さだおも大卒だった（注：1950年の男子の高校進学率は5割を切っており、彼らと同世代の男性の過半数は大学に行くどころか中卒で就職している。つまり「大人漫画」と「劇画」には読者および執筆者の階層の分断があった）。1968年当時の代表的な大人漫画誌である『漫画サンデー』初代編集長の峯島正行によると、「大人漫画」は描くのに高度な知性が要求され、教養がなければ描けない物であった。それゆえ、新人が育ちにくく、「漫画ブーム」と呼ばれた1960年代の全盛期でも「おとな漫画」の漫画家は3、40人しか存在しなかった。また、「大人劇画（注：今日でいう「青年漫画」のこと）」は「大衆層」「社会の底辺の人たち」が読む漫画だったのに対し、「大人漫画」は知的な「大人」が読む漫画であった（注：「児童雑誌の大手出版社」が「劇画雑誌」を創刊したことを揶揄する1968年当時の峯島の評論だが、既に大学生が劇画を読み始めた1968年当時において、この峯島の見解は事実ではなく、つまり当時の「大人漫画」側の差別意識を表している）。もっとも、漫画集団のトップである近藤日出造自身は地方出身の小卒で、学歴コンプレックスがあったことから、近藤の後継として読売新聞の政治漫画を担当した牧野圭一など、地方出身者や低学歴を重用した。
1ページの作品が主流であるが、1960年代には4pから8p程度の「長編」も登場した。「大人漫画」の時代の末期となる1960年代後半における佐川美代太郎の諸作品を見る限り、さらに長い作品を書くことも不可能ではなかったと考えられているが、そのような可能性が開拓される前に「大人漫画」が衰退し、「大人漫画誌」の廃刊により発表の場が失われてしまった。
内容は、風刺漫画などもあるが、ほとんどがナンセンス漫画である。作者の主義主張がある「風刺漫画」や「政治漫画」に対して、そのようなものがない「ナンセンス漫画」は従来は低く見られていたが、1960年代には秋竜山をはじめとする若手のナンセンス漫画の逸材が多く登場し、大人漫画の本流となった。
「子供漫画」や「劇画」は人物のアップなどを多用するが、「大人漫画」の作者はまさしく「大人」であり人物を客観的に見ることができるので、人物を遠くから描写する「人間や人生への遠い視線」が基本である。
1960年代が全盛期で、多数の「大人漫画誌」が刊行されていた。格式の有る月刊の大人漫画誌に加え、1950年代後半の「週刊誌ブーム」に乗って、大衆向けの週刊大人漫画誌がたくさん創刊された。月刊誌の『漫画讀本』、週刊誌の『週刊漫画TIMES』『漫画サンデー』『漫画娯楽読本』（後の『漫画ゴラクdokuhon』、現『漫画ゴラク』）などが、当時の代表的な大人漫画誌である。特に『漫画讀本』は「月刊誌」という立場上、速報性が問われる時事風刺漫画ではなくナンセンス漫画が主体となったことから、「大人漫画」の代表とされる。
1950年代から1960年代にかけて隆盛した「大人漫画誌」は、漫画を見るだけでなくちゃんと長い文章も読める大人向けの雑誌なので、「漫画誌」を称しつつも漫画より読物の比重が多い、「読本（どくほん）」という形式を取っている。『漫画讀本』の創刊のきっかけを作った横山隆一は、「漫画はサシミのツマのようなもの」と考えており、漫画家ですら、文章の方に比重を置いていた。『漫画ゴラクdokuhon』の誌名からわかる通り、「読本」の読みは「どくほん」であり、「よみほん」「とくほん」は間違いである。その内容は誌風にもよるが、「大人向け雑誌」なので性的な内容のものも可能であり、特に「昭和元禄」と呼ばれた文化の爛熟期である1960年代後半においては各誌ともド下品な記事が多い。巻頭には、エログラビアが載っている。おっぱいは、見えてしまっている。「大人漫画誌」の代表でもっとも高尚とされた文春の『漫画讀本』にしても、セックスや風俗（当時は「トルコ」と呼ばれた）の記事が普通に載っており、女性読者は想定されていない。1950年代当時、七色ネオンの夜の銀座で妻ではない女性と「かりそめの恋」をしたり、ストリップ劇場（当時は「ミュージックホール」と呼ばれた）などのお店に行くことは、成熟した「大人」の嗜みだとみなされており、それと同じく「大人漫画」を読むことも、成熟した「大人」の嗜みだとみなされていた。
「大人漫画誌」は、文士や俳優など各界の名士がこぞって寄稿しており、したがって漫画の執筆者も、彼らと同列の「名士」であり「文化人」として扱われた。漫画家自身もつとめて「大人」の「文化人」としてふるまい、有名人と麻雀をし、毎晩銀座の行きつけのバーで飲み、座談会で大いに語り、映画に出演し、パリやニューヨークに洋行し、政治家に直言し、テレビのクイズ番組で正解を出し、そして雑誌に文章を寄稿した。
大人漫画家は、教養がある大人なので、漫画が描けるだけでなく、ちゃんと文章も書ける。東海林さだおやサトウサンペイなど、漫画エッセイストとして活動した漫画家も多い。漫画エッセイは、漫画でエッセイを描くのではなく、文章に1枚絵の漫画を添える形式であり、つまりメインは文章である。麻雀の解説書を著し、後に雀士としてテレビなどで活躍した福地泡介など、教養の域を超えるものもある。
漫画の殿堂・芳文社が1956年（昭和31年）に創刊した、当時の代表的な大衆向けの週刊大人漫画誌である『週刊漫画TIMES』のキャッチコピー「一週間をユカイに生きる！」が端的に示す通り、「大人漫画誌」の想定読者は、1週間単位で生活する「サラリーマン」である。ゼニとオンナとギャンブルが大好きで、若く、大卒は少ないものの、ちゃんと長い文章も読める上に漫画も理解る、「知的大衆」とみなされていた。貸本劇画の想定読者である、漫画を買う金もないその日暮らしの下層労働者とはランクが違った。
1930年代から1960年代にかけて並立していた漫画のジャンルである「大人漫画」「子供漫画」は、その読者層も漫画の内容も全く違っていた。しかし、1960年代中頃より、「子供漫画誌」の傾向が貸本劇画作家の流入によって変貌し、次第に分別のあるいい大人の大学生までが「子供漫画」（少年誌）を読み始めた。1965年（昭和40年）、法政大学の書籍部が『週刊少年マガジン』、『週刊少年キング』を並べたところベストセラー上位となったほか、京大新聞の学生調査でも、よく読む週刊誌部門の上位に『週刊少年サンデー』がランクインした。特に1969年（昭和44年）の「安田砦落城」（1969年1月19日）の後に残された少年マガジンは象徴的な事例であり、当時の若者世代（全共闘世代）の象徴として「右手にジャーナル、左手にマガジン」と称された。それまではまともな「大人」が「子供漫画」を読むなんて考えられず、まして「まともな大人」にとって、下層の人間の読み物である「劇画」など「漫画」とすらみなされなかった。
1960年代までが全盛期であるが、1970年（昭和45年）頃になると、大人漫画の業界を牛耳った大人漫画家の職能集団「漫画集団」の閉鎖性により、大人漫画のなり手が少なかったことと、劇画の人気に押されて大人漫画専門誌が休刊、あるいは劇画誌に鞍替えするなどして大人漫画の発表の場が減少するなどの事情があり、衰退した。
大人漫画家は、その知性を生かしてタレントとして活動する者も多い。特に、1970年代に大人漫画が衰退した後、テレビタレントにほとんど転進した作家は多く、『テレビ三面記事 ウィークエンダー』の加藤芳郎、『クイズダービー』のはらたいらなど、作品よりもむしろその顔がテレビを通じて知られる作家が多い。また、大人漫画家は「政治漫画家」として政治家にも名前が知られ、同時に「文化人」として政財界の大物と付き合いがあったことから、政党や電力会社などのプロパガンダ漫画で活動した物も多い。

### 「村」意識と衰退

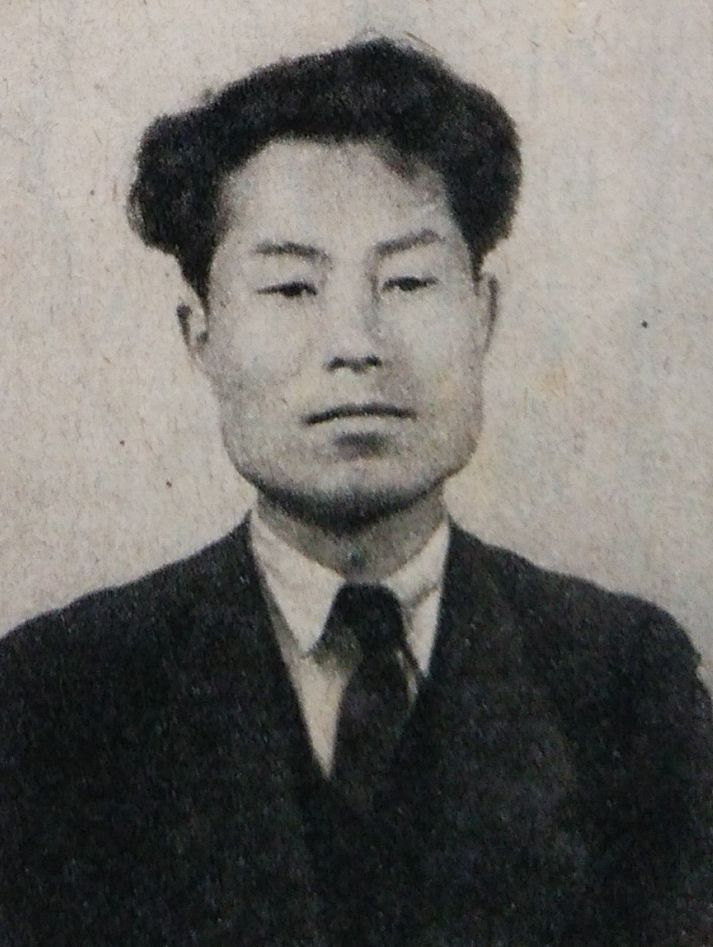
「漫画集団」のトップとして、1930年代から1960年代までの「大人漫画」を先導した近藤日出造。一方でマスメディアと結託して漫画の掲載先を集団の幹部で独占し、さらには政府と結託して仲間にプロパガンダ漫画を描かせるなどの集団の体質が、新人に忌避され、「大人漫画」の衰退の遠因となった

漫画評論家の石子順造が1967年（昭和42年）に発表した論説によると、1967年（昭和42年）当時、大人漫画の世界は近藤日出造を頂点とする業界団体の「漫画集団」が牛耳っていた。漫画集団は「大人漫画」の掲載先であるマスコミと結託し、「大人漫画」業界を独占していた。「大人漫画家」になるには漫画集団に加盟する必要があったが、そのためには漫画集団全員の同意が必要で、具体的には横山隆一や加藤芳郎などの幹部に気に入られる必要があった。大人漫画家として成功するかどうかは、実力ではなく、集団内の「序列」で決まった。
戦前からの「大人漫画家」は戦時中の戦争責任を無かったことにしていた点も、戦後の世代から批判を浴びた。「漫画集団」の漫画家は戦時中、鬼畜米英を風刺し軍国主義を翼賛する政府のプロパガンダ漫画を描いておきながら、戦後すぐに手のひらを返し、日米安保体制を翼賛する政府のプロパガンダ漫画を描いた点を石子順造は批判した。この「転向」に関しては、特に近藤日出造が甚だしく、「戦争責任を問うべきだ」として、石子順造と同時代の漫画評論家である石子順も批判している。また終戦当時に少年として近藤の漫画を読んだ小林信彦なども怒りを表明しており、当時の読者にとっては一様に衝撃的だったらしい。
また、「漫画集団」の人間はエリート意識が強く、「子供漫画」を軽蔑しており、特に手塚治虫に代表される、戦後に流行した「俗悪な子供漫画」に対して激しい罵倒を行った。1947年に大阪の出版社から刊行された手塚治虫の『新宝島』が大ヒットしたことにより、全国的に赤本漫画ブームが巻き起こったが、このような「俗悪な子供漫画」に対し、近藤は1949年に、「俗悪なる子供漫画は大阪がもと」「だいたい大阪人というものがそういうもの」「売れて金さえ儲かればそれでいいという恥知らず」「その恥知らずのつくったのが、こういう赤本漫画だ」「絵というようなものじゃない」と手厳しく批判した。また1956年当時、子供漫画で最も人気のある作家となった手塚が大人漫画への意欲を見せたのに対し、近藤は『ぼくのそんごくう』を例に挙げ、手塚が「『絵の点』での力量不足」の為に大人漫画を描けない状況を指摘し、手塚に代表される「一般の子供漫画家」が「箸にも棒にもかからない粗末な絵描き」である点を指摘した。1950年代当時、手塚治虫は『鉄腕アトム』のような「残酷」な漫画を描いており、当時の子供漫画に要求された通念である「童心主義」からかけ離れた、売れるためにどんな酷い漫画でも描く「算盤主義」として、当時の社会運動である「悪書追放運動」のやり玉に挙げられていたが、良識ある大人の代表として積極的に「俗悪な子供漫画」を批判したのが、讀賣新聞社社員として讀賣新聞に政治漫画を描いていた「大人漫画家」の近藤日出造であった（なお、手塚は後年『手塚治虫 漫画の流儀』において、1950年代当時に「大人漫画」の立場から「俗悪な子供漫画」を糾弾した「漫画集団」の漫画も、当時は悪書とされた点を指摘している）。
さらに「漫画集団」は、1960年代に勃興して「大人漫画」を衰退に追い込むことになる「劇画」に対しても激しい罵倒を行った。「漫画集団」は、1964年に日本の漫画家の職能集団である「日本漫画家協会」が創設された際も主導権を握った。1972年当時、劇画界の代表としてさいとう・たかをと佐藤まさあきが日本漫画家協会の理事として参画したが、さいとうが日本漫画家協会に「劇画賞」の創設を提案したところ、理事長の近藤日出造以下、当時の日本漫画家協会の主導権を握る「大人漫画」系の漫画家の逆鱗に触れた。『週刊子供マンガ新聞』の時代から親しんできたベテラン漫画家たちから悪罵された佐藤は日本漫画家協会を脱退した。
1960年代当時の新進の世代の漫画家は、近藤を筆頭とする旧世代の大人漫画家に激しく敵視されていたが、一方で手塚治虫らの「トキワ荘」世代や、佐藤まさあきらの劇画世代は、少年時代に漫画集団の漫画を読んで育った世代でもあり、アニメーターとして横山隆一に師事した手塚治虫の例にみられるように、憧れている部分もあった。しかし、さらにその下の世代にとって、「漫画集団」「大人漫画」は憧れの対象になりえず、また手塚らが「漫画集団」「大人漫画」に対して抱いていた憧れも、理解できないものであった。
「大人漫画」時代の末期には、大人漫画誌『漫画サンデー』の売り上げに腐心する峯島編集長の仲介もあり、1960年代当時を代表する子ども漫画家であった手塚治虫、赤塚不二夫、藤子不二雄（藤本弘、安孫子素雄）を「漫画集団」に加盟させるなど、新たな世代の人を入れる動きがあった。また、これまで専ら子供漫画を描いてきた彼ら「トキワ荘」系の漫画家も、当時は新たなジャンルに進出しようという意欲があったため、積極的に大人漫画を執筆したが、子供漫画から大人漫画に完全移行する例が多かった旧世代の子供漫画家と違い、彼ら「トキワ荘」系の漫画家にとって「大人漫画」はあくまで新たなジャンルの一つに過ぎず、彼らは本職の「大人漫画家」になるつもりなどなかった。1967年には史上初の青年漫画誌とされる『漫画アクション』が創刊、また1968年には手塚治虫やさいとう・たかをと言った子供漫画および劇画のビッグネームが参画した青年漫画誌の『ビッグコミック』が創刊され、「子供漫画」「貸本劇画」を卒業した漫画家および読者に対して「青年漫画」がその受け皿として発展していくことになる。一方、1970年には大人漫画誌の代表であった『漫画読本』が廃刊。さらに1971年以降は『漫画サンデー』においても、劇画の隆盛および峯島編集長の退任に伴い、かつて同誌に大人漫画を執筆していた「トキワ荘」系の作家による「劇画」が掲載されるに至り、大人漫画は衰退してしまった。
1970年代には谷岡ヤスジなど、「村」の外から現れた若い大人漫画家が活躍するなどの動きもあったが、彼らの主な発表の場となるはずであった「大人漫画誌」が消滅していたため、一般漫画誌の添え物としての限定的な活躍にならざるを得なかった。

## 歴史

### 戦前
明治以来、漫画は「ポンチ絵」と呼ばれて蔑まれていたが、大正時代になると大人の鑑賞にも耐えうる漫画が登場。1915年（大正4年）には東京漫画会が結成され、このような高尚な漫画を「漫画」と呼ぶ運動が行われた。その結果、昭和時代に入るころには「漫画」の語が定着した。
しかし、それでも漫画家の地位はまだ向上せず、朝日新聞と専属契約を結んだ岡本一平のような一流漫画家ですら、低俗な「ポンチ絵」と同列に扱われていた。そして当時の一流漫画家はそのような地位に甘んじ、各界の有力者に太鼓持ちをすることで、漫画家としての発表の機会と場所を独占していた。
1932年（昭和7年）、当時の新進の漫画家は、このような状況を打破し、漫画家の地位を向上させると同時に、先輩漫画家を排除して自らを売り込むため、集団を組むことにした。1932年6月、横山隆一、近藤日出造、杉浦幸雄らにより「新漫画派集団」が発足。峯島正行は、この時をもって近代漫画（大人漫画）の始まりと考えている。
戦後の代表的な子供漫画家であった手塚治虫によると、「大人漫画」と「子供漫画」の区別がついたのは、「漫画」という語が誕生した大正五、六年から昭和初期にかけてのことだという。「大人漫画」が「漫画」と呼んでも良い所までクオリティが高いのに対し、「子供漫画」は「ポンチ絵」の延長線上にあるとみなされていた。昭和初年の当時の代表的な漫画家（大人漫画家）であった岡本一平は、大人漫画のことを「漫画」と呼んだのに対し、子ども漫画のことは「ポンチ絵」と呼んだ。これは、子供漫画に対する差別意識の表れであると手塚は論じている。
「新漫画派集団」は、岡本一平門下として近藤と杉浦が選者をしていた漫画雑誌『月刊マンガ・マン』（1929年-1931年）の投稿欄出身者によって主に構成され、1932年当時は『アサヒグラフ』『漫画グラフ』を中心として執筆していた。新人育成に力を入れる『アサヒグラフ』のバックアップもあり、新漫画派集団の試みは成功し、彼らの作品は当時のエログロナンセンスと呼ばれる時代の先端として盛んに持て囃された。
「新漫画派集団」は、集団として各誌の注文を受け付け、描きまくった。当初は集団のみんなで合作をしたり、集団のメンバーに平等に仕事を割り振っていたが、次第に各誌の方で人選を決めてくるようになり、メンバーごとに収入の差が出てきた。収入は、読売新聞に入社した近藤日出造と、東京朝日新聞に連載を持った横山隆一が突出した。横山は、1936年より朝日新聞に『フクちゃん』を連載開始。朝日の原稿料は月250円で、それ以外の原稿料を含めると、月収が千円に達したという。収入や人気に差が出ると、人間関係が微妙になり、脱退するメンバーも出てきたが、集団は業界の覇権を握っていたので、新たに加入する人も絶えず、集団の隆盛が続いた。近藤も弟子を持つようになった。
「新漫画派集団」以外にも、当時の若手の主要な派閥として、北沢楽天の主宰する『楽天パック』および『時事新報』の投稿漫画欄を中心として活動していた松下井知夫らを中心とする北沢楽天門下の派閥（後に「三光漫画スタジオ」を結成）、『東京パック』を中心として活動していた柳瀬正夢や岡本唐貴らを中心とするプロ漫画家（プロレタリア漫画家）の派閥、などが存在したが、「新漫画派集団」が最も成功し、なおかつその派閥が「大人漫画」というジャンルの終焉期にまで存続したため、本項では「新漫画派集団」の歴史を中心として述べる。すなわち以下の言をもって、「大人漫画」の歴史がスタートした。

### 戦中
1937年、日中戦争が勃発。やがて軍国主義の時代となる。
1938年、近藤日出造の描いた風刺画が憲兵の逆鱗に触れ、連行される。漫画に対する統制が強まる中、「三光漫画スタジオ」の松下井知夫の発案により、漫画家の自由な発表の場を守るため、新漫画派集団を含む複数の漫画グループおよび団体に属さない個人を統合して「新日本漫画家協会」を結成。1940年10月には新日本漫画家協会の機関誌として『漫画』誌が創刊された。新日本漫画家協会は、1940年10月に結成された大政翼賛会の提唱するメディアミックス構想に協力する形で、同年12月には戦中を代表するプロパガンダ漫画である「翼賛一家」を生み出している。
新日本漫画家協会内部の政治的対立により、結成早々に加藤悦郎らのグループが追放された後、『漫画』誌は近藤日出造を中心とする漫画集団系の漫画家が主導権を握り、『漫画』誌の1941年8月号より有名無実となった「新日本漫画家協会」の名称が消えた。加藤悦郎（小樽新聞、北海タイムス、読売新聞の漫画担当を経て独立）は政治色（プロレタリア芸術運動）の強い急進的な風刺漫画家で、もともと新日本漫画家協会の結成前より、ナンセンス漫画を志向する近藤らを強く批判していた。新日本漫画家協会へと大同団結した後においても、加藤らの漫画は政治色が強すぎるため、『漫画』誌の方針をめぐって近藤らのグループと対立しており、脱退は時間の問題であった。新日本漫画家協会を脱退した加藤悦郎、岸丈夫、松下紀久雄らは、新しい日本の漫画芸術を建設するために「建設漫画会」を結成した。労働者の漫画を説くプロレタリア芸術運動は産業報国運動と相性が良く、加藤らは橋本欣五郎率いる国粋主義団体の大日本赤誠会に加盟し、建設漫画会は大日本赤誠会と協力して国策宣伝のためのプロパガンダ漫画（軍需産業に従事する産業戦士たちに増産を説く「増産漫画」など）を制作することになる。こうしてプロレタリア漫画家は近衛新体制運動に組み込まれていった。
1941年、『漫画』誌の発行元として合資会社「漫画社」が設立され、取引先の出版社社長であった三協美術印刷の菅生定祥が社長に付いた。創刊当初の『漫画』誌は売れ行きが悪くて大きな赤字を抱えていたが、近藤は菅生を通じて大政翼賛会宣伝部副部長の川本信正に働きかけ、1941年7月号より「大政翼賛会宣伝部推薦」となったことにより、経営が安定し、また統制下においても用紙が確保されるようになった（これをもって、漫画史家の石子順および石子順造は「翼賛体制に阿った」としているが、峯島正行は著書『回想 私の手塚治虫』において、むしろ「権力と戦った」として、両者に反論している）。
大政翼賛会のプロパガンダ雑誌として「眼で見る時局雑誌」と銘打たれた『漫画』誌に掲載される漫画は、やがて「米英嘲笑漫画」（いわゆる「鬼畜米英漫画」）と戦時生活指導漫画に収斂されていく。しかし『漫画』誌は、大政翼賛会のプロパガンダ雑誌と言っても、近藤日出造を筆頭とする当時のトップ漫画家を揃えており、似顔絵の名手である近藤がユーモアたっぷりにサタンとして描いたルーズベルト大統領などお馴染みのキャラクターが盛んに登場し（『漫画』1943年2月号表紙、1944年2月号表紙など）、国策の宣伝に終始した『写真週報』や『アサヒグラフ』などの漫画と比べても漫画のレベル自体は高かった。また『漫画』誌は投稿欄も充実しており、西川辰美や加藤芳郎などが活躍した。
1943年5月、大政翼賛会文化部の主導で、川原久仁於を中心とする「国防漫画連盟」、杉柾夫や南義郎を中心とする「新鋭漫画グループ」、そして近藤日出造を中心とする「新日本漫画家協会」などといった複数の漫画家団体に、岡本一平や麻生豊と言った上の世代の漫画家を統合する形で、「日本漫画奉公会」（会長・北澤楽天）が結成された。これにより、日本の漫画界は北澤らの大御所が実権を握ることになった。当時のプロパガンダ漫画は日本漫画奉公会を通じた大政翼賛会の発注を請けて執筆されることになったが、もともと新聞漫画を主戦場としていた北沢や岡本らの大御所も、この頃より新聞社系の雑誌など（『週刊朝日』など）で積極的に鬼畜米英漫画を描くようになる。しかし、大御所が業界の実権を握ることに対して若手は面白くなく、近藤らのグループは海軍系の「大東亜漫画研究所」、陸軍系の「報道漫画研究会」などの結成に参加し、海軍報道部および陸軍報道部の仕事を請けて主に活動した。一方、近藤らから嫌われていたので業界団体に大同団結させてもらえなかった加藤悦郎らのグループは内閣情報局の仕事を主に請けており、『写真週報』誌などを中心に活動した。また、加藤は報道技術研究会にも参加しており、『日本電報』や『宣傳』など日本電報通信社（電通）系の雑誌でも活動した。加藤が主導で漫画家を大同団結する動きもあったが、加藤らは近藤らから嫌われていたのと、大政翼賛会も乗り気ではなかったので、実現しなかった。
1938年には清水崑や村山しげるが報道班員として戦地に派遣されるなど、漫画集団の同人は多くが戦地に派遣され、従軍漫画を描いていた。やがて戦局が激しくなるにつれ、1941年に横井福次郎や村山しげるが出征するなど、若い漫画家が中心であった漫画集団の同人は次々と兵士として招集され、メンバーが少なくなる。漫画集団の事務所は1944年11月および1945年3月の空襲（東京大空襲）で全て焼けてしまった。1945年7月には漫画集団で一番の年長者であった近藤すら召集される。『漫画』誌は12ページになりながらも発行が続いていた。そして1945年8月15日の終戦を迎える。

### 戦後
1945年10月、復員後に郷里に帰っていた近藤日出造が上京。旧・大東亜漫画研究所のメンバーを中心として「漫画集団」を発足させる。旧「新漫画派集団」のメンバーに加え、松下井知夫など旧「新日本漫画家協会」のメンバー、加藤芳郎や六浦光雄など旧『漫画』誌の投稿欄で近藤の教えを受けた者などを加えた大所帯となった。漫画集団は、『子供マンガ新聞』など子供漫画の方面にも手を広げた。
1946年、伊藤逸平が漫画雑誌『VAN』を創刊。『VAN』からは横山泰三らがデビューした。
また同年、戦時中のプロパガンダ漫画雑誌であった『漫画』が近藤日出造主宰の漫画雑誌として刷新される。終戦直後は粗末だった『漫画』誌は、出征していた漫画家が復員するにしたがって豪華になり、また新人の荻原賢次、六浦光雄、加藤芳郎らがデビューした。『漫画』誌は、娯楽の少ない終戦直後は相当な人気雑誌だったが、大手出版社の回復に加え、「カストリ雑誌」の乱立するにつれて他誌に押されるようになり、1951年に休刊。戦中戦後の混乱で、矢崎茂四や吉田貫三郎など、新漫画派集団の草創期からの主力メンバーがかなり死去しており、「漫画集団」は近藤日出造と横山隆一が主導することになっていたが、近藤は生真面目な性格で集団のメンバーの行動をいちいち批判した上、『漫画』の編集に「秘書」の女性（愛人と噂された）を参加させ、その「秘書」も若手を批判することがあったため、横山に近い立場の人からは嫌がられた。
1945年11月、元同盟通信社出身の人物によって新聞『民報』が創刊される。近藤日出造の風刺漫画をウリとした新聞だった。『民報』（1946年5月26日付）では、1946年5月19日開催の「食料メーデー」を受け、昭和天皇がラジオ放送を通じて米の供出を訴えたニュースに関連して、近藤は『打つ手なし あるは食ふ口 しやべる口』と題して両手の無い昭和天皇の風刺画を描き、警視庁より不敬罪として発禁処分を食らった（GHQにより即座に撤回）。戦時中にあれだけ軍国主義を煽った近藤は、終戦から数か月で「転向」した。
1947年、近藤日出造が読売新聞に再入社。政治漫画を1976年まで担当した。「秘書」同伴で入社するという特例が認められた。あげくに近藤は、妻の英子（横山隆一の妹）に別れ話を持ち出し、近藤の妻が読売に押し掛けたことがあり、横山泰三（横山隆一の弟）は激怒したが、横山隆一は沈黙し、杉浦幸雄のとりなしもあり、少なくとも表面上は「漫画集団」の平穏は守られた。「秘書」とは1951年に関係を解消したらしい。
『漫画』誌に掲載される漫画は、すべて近藤日出造が決めていた。当時の新聞・雑誌の編集者は、『漫画』誌を見て、一流の傾向を知り、また新人の登場を知った。すなわち、当時の漫画界は近藤日出造が牛耳っていた（すくなくとも、そうみなされていた）。そのため、漫画集団に対抗する形で、いくつか団体が結成された。
1947年、小島功を盟主とする「独立漫画派」が発足。長新太や井上洋介などが所属していた。当時の一流雑誌や新聞の漫画は軒並み漫画集団に抑えられていたため、娯楽雑誌に向けて、合作という形で食い込もうとした。小島功は二十歳そこそこの若手ながら、漫画が上手く、親分肌で面倒見が良かったので、新人漫画家が集まった。カストリ雑誌『モダン日本』編集者の吉行淳之介というタニマチも付いて金銭的にも安定し、漫画集団に並ぶ一大勢力となるかに見えた。しかし、メンバーごとの個性が強すぎたこともあり、まとまりが悪く、1960年に解散し、主なメンバーは漫画集団に吸収された。他には、坂みのるを盟主とする「漫画エポック」が1952年に発足し、主に倶楽部雑誌で活動した。また、松下紀久雄を盟主とする「YYクラブ」も発足し、ラジオ番組『日曜娯楽版』の製作に携わった。
1948年、加藤悦郎は日本共産党に入党しアカハタの風刺漫画を担当する。加藤は戦後も近藤を激しく批判し、特にその「転向」を批判した。しかし近藤は、1959年に死去した加藤の追悼漫画集である『加藤悦郎漫画集』（1960年）の出版に協力するなど良いところもあった。
1950年、横山泰三の『噂の皇居前広場』が、『ホープ』（実業之日本社）1950年8月号に掲載された。皇居前広場でアオカンに興じる人々の姿を描いたもので、「わいせつ画」として戦後漫画史上初の発禁を食らった。『ホープ』誌は、1940年代後半に唸るほど創刊されたカストリ雑誌の一つとして歴史的には分類されるが、実業之日本社社員の峯島正行の回想では「高級娯楽誌」としている。「3号で潰れる」他のカストリ雑誌と違い、『ホープ』は「総合誌」「大衆娯楽誌」として人気を博したが、誌勢の衰退に伴い1951年に『オール生活』へと誌名を変更し、当社の看板雑誌である『実業之日本』誌の兄弟誌として小銭を稼いだり蓄財したりを指南する「生活指導雑誌」として生まれ変わった。漫画誌としての流れは、1959年創刊の『漫画サンデー』に引き継がれることとなる。
1951年、『アサヒグラフ』（朝日新聞社）が投稿漫画欄の「漫画学校」を復活。選考委員は横山隆一以下、漫画集団のメンバーで占められていたため、ここからデビューした優秀な新人は漫画集団の序列の下部機構として組み込まれてしまい、あまり活躍の場は与えられなかった。近藤日出造が選考委員を務めていた『読売新聞』の「漫画アンデパンダン」も同様の構図であった。

### 全盛期

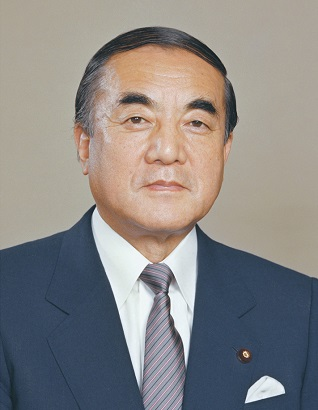
『文藝春秋漫画読本』1964年（昭和39年）4月号に漫画を寄稿した中曽根康弘元科学技術庁長官（後の首相、
大勲位）。『漫読』はエログラビアと名士の寄稿で人気を博した

1954年、文藝春秋新社より初の「大人漫画」誌として『漫画讀本』（通称『漫讀』）が創刊される。横山隆一や加藤芳郎などの日本漫画に加え、ボブ・バトル『意地悪爺さん』（アメリカの漫画家 Bob Battleの作品『Egoist』の翻訳とされるが、実在が確認されていない。『漫讀』1963年9月号目次絵に伊坂芳太良とあることから、伊坂の変名らしい）やチャールズ・アダムス『幽霊一家』（1964年のドラマ版タイトル『アダムスのお化け一家』、1991年の映画版タイトル『アダムス・ファミリー』でも知られる）などの海外漫画、そして大人向けの文章記事などで構成される、高級な雑誌である。当初は『文藝春秋』の別冊として発売されたところ、評判がよく、初版の17万部が数日で売り切れたことから、月刊紙として独立創刊された。大手出版社の雑誌と言うこともあり、巻頭にカラーのエログラビアを付ける、名士の漫画の寄稿を募るなど、斬新なアイデアで人気を増し、最盛期の1967年頃には発行部数が30万部から40万部に達した。
1955年、文藝春秋漫画賞が創設される。大人漫画においては、「1枚絵」の「カートゥーン」こそが王道とされていたが、1955年度（第1回）には谷内六郎の抒情的な1枚絵作品『行ってしまった子』を選出、1959年度（第5回）には長新太の絵本『おしゃべりなたまごやき』（『ぼくは王さま』シリーズ） を選出するなど、文春漫画賞は当時においては革新的な価値観で「漫画」の概念を拡張し続けた。谷内六郎は文春漫画賞を受賞したことでその評価を確立し、1956年に創刊された週刊誌『週刊新潮』の表紙絵を担当することになる。
1955年、折からの漫画ブームに乗じ、読売新聞社でも『漫画読本』に対抗して『漫画読売』を発刊した。それほど続かなかった模様。
1955年、早大漫研と明大漫画集団の２つを中心として、インカレ組織の「大学漫画連盟」（ガクマン）が結成される。その後、各大学に漫画研究会が設立されるとともに、ガクマンに参加する漫研はどんどん増え、1958年には機関紙「がくまん」vol.0を発行。ガクマンからは、「早大漫研の三羽烏」の福地泡介・園山俊二・東海林さだお、他にしとうきねおらが頭角を現した。ガクマンは各紙の投稿漫画欄と並び、大人漫画の若い作家の供給母体として機能したが、1963年ごろには崩壊状態となっていた。「ガクマン」は1964年に明大漫研の戸田利吉郎（卒業後に少年画報社に入社、のち社長。名物編集者の「りきち」として知られた）らを中心として「全国学生漫画連盟」として再建され、機関紙「がくまん」も発行されたが（1967-1971）、第二次ガクマンにおいてはストーリー漫画が中心となっており、大人漫画は慶大漫研のヒサクニヒコくらいに留まった。
1956年、折からの週刊誌ブームに乗じ、漫画の殿堂・芳文社より日本初の週刊漫画誌として『週刊漫画TIMES』（通称『週漫』）が創刊される。キャッチコピーは「トピックスと漫画ストーリーの見る週刊誌」。『漫画読本』と比べるとかなり大衆的な漫画誌だった。当時は月刊の漫画誌でも成功した例は無く、まして週刊漫画誌となると、まず成功しないと考えられており、執筆を依頼された多くの漫画家は断った。結果として、絵物語の歌川大雅や独立漫画派のやなせ・たかしが執筆するなど、既存の権威に依存しない紙面となった。また新人に広く門戸を開いており、東海林さだおや谷岡ヤスジなどがデビューした。
『週漫』は創刊当初より長編ストーリー漫画に力を入れていたが、当時の大人漫画はせいぜい2ページ止まりであり、大人漫画家は長編漫画に描きなれていなかった。例えば、『週漫』の創刊に際して4ページの「長編」の執筆を依頼された小島功は、「そんな長いものは描いたことがない」と言って断った。しかし当時の若い大人漫画家たちは、あたらしい視野を広げようという人が多く、『週漫』では松下井知夫を中心としてストーリー漫画研究会が発足。小島功も創刊3号より参加した。4ページでも当時の大人漫画においては「長編」とみなされた。
1959年には実業之日本社より『漫画サンデー』（通称『マンサン』）が創刊。峯島正行編集長の意向により、漫画集団（特に横山隆一、近藤日出造、杉浦幸雄という「集団御三家」）を中心とした古臭い面子で、競合誌と比べて人気はいまいちだったが、富永一朗の『ポンコツおやじ』（1960年-1968年）やサトウサンペイの『アサカゼ君』（1963年-1965年）など、新人のヒット作により安定する。
『マンサン』の売れ行きに腐心する峯島編集長は、『マンサン』にプラスアルファを加えるべく、当時の子供漫画家で最も人気があった手塚治虫に対して執筆を依頼。その最初の作品として、『別冊漫画サンデー』1963年8月号に『午后一時の怪談』が掲載された。以後、手塚は『マンサン』の常連執筆者となる。「大人漫画家」となった手塚は1964年に漫画集団に加盟する。
1965年、日本初の漫画の学校として「東京デザインカレッジ」漫画部を創設。現役の人気大人漫画家を講師として、泉昭二や二階堂正宏などプロの大人漫画家を大勢輩出するが、東京デザインカレッジは放漫経営の末に3億5000万円の赤字を出し、1969年に倒産。理事の近藤日出造や部長の横山隆一らの幹部はそれぞれ3000万円の借金を抱えた。

### 衰退期
1967年7月、最初の週刊劇画誌である『週刊漫画アクション』（双葉社）創刊。劇画の人気の高まりにより、以後、劇画誌が続々と創刊されるに至り、1968年には『週漫』や『漫画娯楽読本』（日本文芸社、通称『ゴラク』）と言った当時の代表的な大人漫画誌も劇画誌に鞍替えし始める。大人漫画家は次第に連載を切られ、子供漫画または貸本劇画出身の劇画家に次第に置き替えられた。雑誌のカラー変更に伴い、大人漫画から劇画への転身を試みた漫画家も居るには居るが、数は少なく、あまり大した評価も得られないまま消えていった（その点で、『漫画サンデー』のカラー変更に伴い大人漫画から劇画に転進し、しかも作品として高い評価を得た『トキワ荘』系の漫画家は特異である）。「大人向け」の劇画は、やはり大人向けなので性的なものも多く、やがて「エロ劇画」というジャンルを生み出す。
1967年、菅生定祥および近藤日出造、杉浦幸雄、横山隆一らを中心として漫画社が再興され、『漫画』誌が復刊された。編集は近藤と、近藤の子飼いの弟子である牧野圭一が担当した。菅生としては、当時の「漫画ブーム」を当て込み、創刊号は15万部程度を想定していたが、編集を任された近藤は「売ることを主眼とする雑誌というよりも、後世に残るような雑誌」を目指し、A4判上質紙60ページという、漫画雑誌としては異様な形態の雑誌を制作した（結果として、本屋の雑誌棚に置けず、取次も扱いづらいので、これが『漫画』の失敗の一員になったと峯島正行は推測している）。内容の面でも、近藤は1枚ものの「正統」なナンセンス漫画を志向しており、当時の大人漫画で勃興しつつあった「長編」コマ割り漫画を嫌っていた。また、近藤はサトウサンペイや秋竜山と言った、当時の気鋭の大人漫画家のことも嫌っていた。結果として、執筆陣は近藤を筆頭とする漫画集団の幹部と、小島功などのベテラン漫画家で占められ、若手は牧野と安岡明夫のみとなった。内容は、戦時中と同じ「見る時局雑誌」のキャッチコピーがつけられた、戦時中とほぼ同じ構成の雑誌となった。さすがに15万部も売れるわけがないので、印刷は5万部となったが、実売は1万部を切った。近藤日出造と付き合いが長い編集者の峯島正行ですら「時代逆行も甚だしい」と酷評するほど、古臭すぎて誰も読まなかった。実売の数字が出た後、てこ入れのためにサトウサンペイや東海林さだおなどの当時の若手の人気作家をレギュラーに加えたが、時は遅く、1万部印刷のうち実売は2千部を切り、1968年に廃刊。巨額の借金を抱えた近藤は、『漫画』誌の復刊を夢見ながら借金を返すために再びプロパガンダ漫画に手を染め、政党や電力会社のプロパガンダ漫画を主に手掛けたが、1976年に脳卒中で倒れ、1979年に死去した。
1967年、漫画評論家の石子順造が『週刊大衆』（1967年12月28日号）で「風刺を忘れたマンガ天国の住人達」と題する評論を発表。石子順造によると、当時の漫画界は近藤日出造をトップとする「漫画集団」に牛耳られ、停滞していた。石子順造はこの評論において、手塚治虫のアニメプロダクション「虫プロ」の放漫経営についても批判したことから、手塚が激怒。
1960年代を代表する「子供漫画家」であり、1964年に漫画集団に加盟し「大人漫画家」としても活動していた手塚治虫は、この石子順造の論に対して激しい反論を行った。漫画集団の一員として、またアニメーターとしても横山隆一に私淑する手塚は、『COM』誌（昭和四三年二号)において、「こんなバカな相手は無視しよう」と石子順造のことを激しく罵倒すると同時に、「楽しい雰囲気」「メンバーひとりひとりの実力への尊敬と、（中略）はっきりとおとなであるということへの尊敬」と漫画集団を擁護した。しかし結局、大人漫画の衰退には歯止めをかけられず、虫プロも放漫経営の末に1973年に倒産した。（なお手塚は、漫画集団のメンバーでは小島功や馬場のぼると親しかったものの、近藤のことは嫌っていたらしく、当時の漫画集団の人間関係に関して直接的には批判していないものの、近藤日出造の師であった岡本一平の「一平塾」に関して、弟子として「先生の七光」でデビューするという「親密」な側面を著書で指摘している。）

### 末期

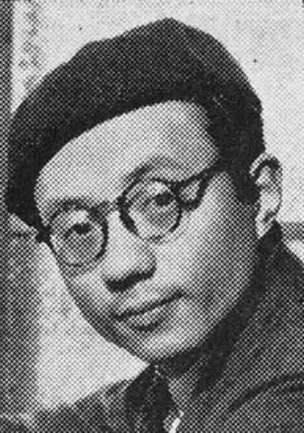
1964年に漫画集団に加盟し、子供漫画家から大人漫画家となった手塚治虫。それまで長くてせいぜい数ページの「政治漫画」「風刺漫画」「ナンセンス漫画」しか存在しなかった大人漫画に「長編ストーリー漫画」と言う概念を持ち込んだ

1968年には『週漫』『ゴラク』など「大人漫画」各誌が劇画誌に舵を切る中、当時の『マンサン』編集長の峯島正行は劇画を嫌っており、劇画誌へは移行しなかった。「ナンセンスに賭ける」という峯島の方針により、『マンサン』の執筆陣は漫画集団系の漫画家が独占しており、手塚に続いて漫画集団に新たに加盟した子供漫画家の赤塚不二夫、藤子不二雄をレギュラーに加えた。1969年より藤子不二雄（当時の名義、後に藤子不二雄Ⓐ名義）の『黒ィせぇるすまん』を連載。同じく1969年より連載された赤塚不二夫『天才バカボンのおやじ』は、セリフが手書きであるなど、彼らは「大人漫画」の習得のため「漫画集団」の画風に意図して寄せていた。
『マンサン』の峯島編集長は、ナンセンス漫画誌として出発した『マンサン』に長編ストーリー漫画を載せるという野心を持っており、手塚に長編漫画の執筆を依頼。1967年1月より『マンサン』で連載された手塚の『人間ども集まれ!』が「大人漫画」初の長編漫画である。「長編」と言っても毎回せいぜい10ページ程度だった（単行本は大幅に修正されている）。同時期の『マンサン』で、「長編」大人漫画の執筆者として手塚と並ぶ看板だったのが佐川美代太郎で、『望郷の舞』『汗血のシルクロード』などの作品において、大人漫画の長編ストーリー漫画における可能性を示した。
『マンサン』を盤石の布陣とした峯島は、実業之日本社において小説部門への異動を受け、1970年に『マンサン』編集長の職を辞した。ところが旧態依然として「大人漫画」を中心に据える（しかも古臭い「漫画集団」系の作家で、しかも「漫画集団」トップの近藤日出造がもう漫画すら描かないのに文章記事のコーナーででかい顔をしている）『マンサン』は売り上げが悪化しており、二代目編集長の福島健夫は劇画路線に舵を切る。当時の『マンサン』に連載していたほとんどの大人漫画家は、同誌の方針変更に順応できず、そのまま大人漫画を執筆していたものの、手塚治虫、石森章太郎、藤子不二雄などトキワ荘系の漫画家はあっさり順応し、1971年1月1日号より藤子不二雄（当時の名義、後に「藤子不二雄Ⓐ」名義）が『マンサン』で『劇画毛沢東伝』を連載。それまで子供漫画が中心だった藤子不二雄Ⓐにとっては初の劇画作品だったが、大きな評判を呼び、その後も「革命家シリーズ」として水木しげるの『劇画ヒットラー』（『週刊漫画サンデー』1971年5月8日号-）など類似の劇画が連載される。1971年6月に「漫画サンデー増刊」として刊行された『劇画毛沢東伝』は30万部を超える大ヒットとなり、『マンサン』の劇画路線は成功した。1971年まで同誌に大人漫画『CMコマちゃん』を連載していた石森章太郎も、1972年1月より劇画『流れ星五十三次』を連載。1971年の時点ではまだ『マンサン』の連載陣はほとんど大人漫画だったが、福島編集長は『マンサン』の増刊として劇画特集号を出すなど、他誌からの遅れを取り返すために試行錯誤し、『マンサン』に次第に劇画が増えていった。その末に、1975年、三代目編集長の山本和夫は小島功以外の大人漫画を全員切り、本格的な劇画誌となった。
1970年、筑摩書房より「現代漫画」シリーズが刊行。「現代」の主要な漫画家の主要な作品を収録した選集で、「劇画」「子供漫画」「大人漫画」が満遍なく収録されているが、第1巻が横山隆一、第2巻が横山泰三、第3巻が荻原賢次、第4巻が加藤芳郎と、序盤から大人漫画が続いた。この頃が、大人漫画こそが「現代漫画」の本流とされていた最後の時期である。
1970年9月、文藝春秋社の『漫画讀本』が休刊。大人漫画の時代は終わった。休刊に際し、『漫讀』創刊のきっかけを作った横山隆一は「もともと漫画はサシミのツマのようなもの。それを毎月出すのでは質が落ちる」と嘯いた。『少年マガジン』と並ぶ当時の若者世代のバイブルとして「右手にジャーナル、左手にマガジン」と称された『朝日ジャーナル』の記者（と）は（文体から漫画評論家の井上敏雄か?）、このような大人漫画家の漫画観を強く批判し、「『漫画読本』は、漫画の本ではなく、漫画入りの読本であったのだ。だからこそ、漫画のブームのさなかに姿を消さねばならなかったのである」と断じた。『朝日ジャーナル』の記者（と）は、「体制の厚い、いかめしい壁にひびをいれるのは、苦い腐食力を持った笑いだ。劇画に対抗できるのは、そうした笑いを持った漫画だけだ。そして、その漫画がサシミのツマでなくなることこそ、のぞまれる」と、発破をかけたが、大人漫画はやがて各紙の「サシミのツマ」としての地位すら覚束なくなっていく。

### その後
『文春漫画読本』が休刊し、大人漫画がほとんど衰退した後も、大人漫画を顕彰するために創設された文藝春秋漫画賞は、加藤芳郎を中心とする主な選者と、「大人漫画を顕彰する」という目的はそのままで継続され、迷走する。1970年代以後には「劇画」以外にも様々な漫画のジャンルが生まれたが、それらに対し、選考委員の大人漫画家らはただただ困惑した。
1970年代以後も、黒鉄ヒロシや小島功などが連載していた青年漫画誌（一流劇画誌）の『ビッグコミックオリジナル』（1972年創刊）、谷岡ヤスジやはらたいらなどが連載していたエロ劇画誌（三流劇画誌）の『漫画エロトピア』（1973年創刊）など、大人漫画（ナンセンス）の枠が設けられていた青年向け漫画雑誌は多かったが、大人漫画は雑誌のメインとはなりえず、あくまで劇画の添え物的な役割に留まることとなった。しかし、1978年にはエロ劇画誌の『漫画大快楽』でいしいひさいちがデビュー、1980年には『漫画エロジェニカ』でいがらしみきおがデビューするなど、1970年代末には大人向け漫画誌の「ナンセンス」枠すら、旧来の大人漫画や劇画の系譜を継承しない新世代（「ニューウェーブ」）の漫画で次第に置き換えられて行く。ただし、作家の流動性や雑誌の創刊廃刊が激しい三流漫画誌とは違い、一流漫画誌のナンセンス枠では、『ビッグコミック』の小島功『まぼろしママ』（1984年 - 2002年）、『ビッグコミックオリジナル』の小島功『ヒゲとボイン』（1974年 - 2011年）、黒鉄ヒロシ『赤兵衛』（1972年 - 2021年）など、漫画家が固定で、レジェンドとなって寿命や力尽きるまで連載する例が多かった（その分ナンセンス枠でデビューする新人は限られていた）。
旧来の大人漫画家においては、青年漫画誌およびエロ劇画誌の「ナンセンス」枠に加え、新聞漫画が1970年代以後の主な活動の場となった。4コマ漫画としては、毎日新聞に連載された東海林さだお『アサッテ君』（1974年 - 2014年）、朝日新聞に連載されたサトウサンペイ『フジ三太郎』（1965年 - 1991年）、日経新聞夕刊に連載された福地泡介『ドーモ君』（1985年 - 1995年）などがある。政治漫画としては、朝日新聞に連載された横山泰三『社会戯評』（1954年 - 1992年）などがある。
1980年代の「第三次4コマ漫画ブーム」の後、スポーツ新聞も4コマ漫画に力を入れ始め、主な作品としては、東京スポーツ（東スポ）に連載された岩谷テンホー『みこすり半劇場』や、サンケイスポーツ（サンスポ）に連載された安藤しげき『イケイケ課長』などがある。昭和時代から平成時代にかけてのスポーツ新聞は、エログロナンセンスが充満しており、新聞漫画もそれに合わせてド下品な物が多い（「艶笑漫画」と呼ばれる）。読み捨てられるものが多い新聞漫画の中でも、読売新聞に連載の植田まさし『コボちゃん』（1982年 - ）と、朝日新聞に連載のいしいひさいち『となりの山田くん』『ののちゃん』（1991年 - ）は、幅広い世代に熱狂的ファンを生んだ。
1970年代末より「マンガニューウェーブ運動」が勃興。それに伴い、1980年代に入ると「劇画」が衰退し始めたこともあり、1982年には文藝春秋臨時増刊号として『漫画讀本傑作選』が出版された（1989年に文春文庫化）。「劇画よ、さらば！帰ってきた'60年代の爆笑」とサブタイトルが付いており、劇画の衰退に伴い旧来の大人漫画が復活すると思っていた節があるが、そんなことはなかった。1980年代に起こった「第三次4コマ漫画ブーム」においては、各漫画雑誌で4コマ漫画の枠が創設され、また4コマ漫画の専門雑誌も大量に創刊されたが、これは「大人漫画」のブームではなく4コマ漫画のブームで、さらにいうと植田まさしといしいひさいちの人気が牽引したものだったから、誌面は植田といしいのフォロワーで占められ、旧世代の大人漫画家の活躍の場はそれほどなかった。植田まさしは、「女性の髪のモジャモジャ」など大人漫画の記号を多く使っており（本人曰く、秋竜山から強い影響を受けたという）、一応「大人漫画」に含まれるが、1980年当時としては斬新な感覚で、若者にブームを起こした。いしいひさいちも、「手描きのセリフ」など大人漫画の記号を使っており、一応「大人漫画」に含まれるが、一方で「ニューウェーブ」の代表的な作家ともされる。いしいひさいちに始まる「ニューウェーブ4コマ」は、本来4コマで完結するはずの4コマ漫画を連ねて長編ストーリー漫画を形成するなど、旧来の大人漫画の4コマ漫画とは全く異なる構造を持つ。
1981年以後に続々と創刊される4コマ漫画雑誌では、特に植田とそのフォロワーが活躍し、4コマ漫画の顔として、2000年代前半まで各誌の表紙を飾っていたが、1980年代後半以後に4コマ雑誌でデビューした漫画家は、基本的に「ニューウェーブ」以後の漫画を読んで育った世代であり、さらに、1990年代後半以後に4コマ雑誌でデビューした漫画家は、美少女漫画を読んで育った世代だった。そのため、レジェンドとして2020年代以後も『まんがタイム』誌の表紙を飾っている植田を除き、次第に置き替えられた。美少女漫画は、「大人向け漫画」なのに、少女が描かれている（「大人漫画」は、大人の男性の共感を得るための漫画だから、少女の内面が描かれることはありえない。『ROCA』など4コマで百合な関係すら描き得るいしいひさいちは、その点でも旧来の「大人漫画」とは全く異なる）。
1980年代の「第三次4コマ漫画ブーム」の後、文春漫画賞は、いしいひさいち（1985年授賞）のような「ニューウェーブ4コマ」や、吉田戦車（1991年授賞）のような「不条理4コマ」すら賞に選出して、大人漫画と言うジャンルの延命に努めたが、実際のところ、加藤芳郎をはじめとする選考委員には、これらの漫画はなかなか理解に苦しむもので、選考委員は次第に、「漫画」を読むことを放棄するようになった。

### 美少女漫画の登場
1970年代より「成人向け漫画」の代表とみなされていた「エロ劇画」は、1970年代末に「マンガニューウェーブ運動」の波をモロにかぶる形で「三流劇画ムーブメント」を生み出したが、1980年代前半に勃興した「ロリコン漫画ムーブメント」の波には乗れず、衰退を始める。「ロリコン漫画ムーブメント」を受けて登場するのが「美少女漫画」である。いちおう漫画史においては、「大人向け漫画」「成人向け漫画」の語が暗黙に指すものとして、『漫画讀本』が休刊した1970年頃までが「大人漫画」、『漫画エロトピア』が創刊された1973年頃より「エロ劇画」、山本直樹の単行本の大ヒットにより美少女漫画雑誌の創刊ラッシュが起きる1985年頃より「美少女漫画」の時代となる。
1980年代中頃よりエロ劇画誌に置き換わる形で隆盛した美少女漫画誌の読者は、大人なのに大人漫画を読まなかった。1970年代に隆盛したエロ劇画誌においては、一般青年誌と同様、「ナンセンス」枠において「大人漫画」が掲載されているのが一般的だったが、1980年代以後に隆盛した美少女漫画誌に「大人漫画」が掲載された例は皆無である。美少女漫画誌にも最初期より「ナンセンス」枠自体は存在したが、『レモンピープル』誌に連載された『ごきげんラミー』（猫井るとと、 1984年 - ）、『漫画ホットミルク』誌の創刊号より連載された『おふざけクミちゃん』（やまぐちみゆき、1986年 - ）など、作風は大人漫画ではなく、美少女漫画であった。
ただし、あくまで美少女漫画誌の誌面で大人漫画を読みたくないというだけで、この手の漫画（ちょっとエロいけれど、ヌくことを主な目的としないギャグ漫画、「艶笑漫画」と言うジャンル）自体は、画風や作風に関わらずまとめて読みたいという読者がいることから、1990年代にブームとなって艶笑漫画誌として独立創刊されたぶんか社系の4コマ誌（『岩谷テンホーのみこすり半劇場』や『安藤しげきのイケイケ課長』、『まんがシャレダ』など）においては、美少女漫画系の作家とエロ劇画系の作家と大人漫画系の作家が同時に掲載されていた。東京都青少年健全育成条例（第九条の二）に基づいて「成年マーク」の誕生した1990年以降、それまであいまいな定義だった「成人向け漫画」は「成年マークが付いている漫画」ということで明確な線引きがなされたが、かつて「わいせつ画」と見做され発禁を食らったこともある「大人漫画」は、1990年代においてはもはや「わいせつ」とは見做されおらず、従って「艶笑漫画」は「成年マーク」も付かないし、発禁にもならず、普通にコンビニの本棚に並んでいた。

### 4コマ漫画ブーム
1978年から1979年頃、竹書房のどこかの雑誌で植田まさし『フリテンくん』が連載開始される（植田は同時期に竹書房の複数の雑誌で『フリテンくん』を連載しており、連載開始時期も連載雑誌もよく解っていない）。植田は、デビュー自体は1971年だが、本格的にブレイクするのは初単行本となる『フリテンくん』第1巻が刊行される1980年以降となる。『フリテンくん』は、1980年1月に竹書房より刊行された第1巻初刷30万部が完売し、同年中には既刊4巻の合計で100万部を突破するなど、当時の若者に絶大な人気を得た（『フリテンくん』初刷30万部は、当時経営危機にあった竹書房としてもバクチであり、もし売れなかったら会社が潰れていたが、売れたので飯田橋に新本社ビルが建ったと言う逸話がある）。
同じくいしいひさいちも、1979年に発売された『週刊漫画アクション』連載中の『がんばれ!!タブチくん!!』単行本1・2巻合計で150万部を突破し、1979年から1980年にかけて公開されたアニメ映画は、大学生を中心として3作あわせて300万人を動員するなど、若者に絶大な人気を得た（なお、東京ムービー新社が『タブチくん』の次に製作し、地方では『タブチくん』と同時上映された『ルパン三世 カリオストロの城』は、後世にオタクと呼ばれる若者の支持を得て、後世に美少女アニメの元祖とされるが、動員約90万人、1979年当時は興行的には失敗し数億円の赤字が出た。1979年の若者の多数派は美少女を支持しなかった）。
1980年以降、植田といしいひさいちの爆発的人気は「4コマブーム」を生み出し、4コマ漫画誌が乱立した。新聞漫画が牽引した大正期の「第一次4コマ漫画ブーム」、戦後の「第二次4コマ漫画ブーム」に続く、「第三次4コマ漫画ブーム」である。植田は1982年に『フリテンくん』『かりあげクン』で文藝春秋漫画賞を受賞、同年より読売新聞の新聞漫画『コボちゃん』も担当する、大人漫画の王道となる。4コマ漫画誌は、新聞と並ぶ大人漫画の最後の牙城となった。
漫画の殿堂・芳文社が、既に劇画誌となった『週刊漫画TIMES』の増刊として、植田まさしを主力とする日本初の4コマ漫画誌『まんがタイム』を独立創刊するのが1981年3月である。『まんがタイム』の創刊当初は『まんがタイムオリジナル』『まんがタイムファミリー』などの系列誌も含め、大人漫画が雑誌を埋め尽くしていた。と言うより、植田といしいの牽引する4コマブームに当て込んでの創刊だから、各誌とも、異常な多作だった植田まさし自身と、植田といしいに酷似した作家陣が中心だった。当時は植田といしいの絵柄を書き文字まで真似た新人漫画家が本当に多く、当時の人気作家だった芳井一味と平ひさしに関しては、山藤章二も「明らかにいしいひさいちと植田まさしのエピゴーネンじゃないですか」と苦言を呈していた。少女漫画家の「葉月シモン」が植田に酷似した絵柄で「田中しょう」と名を変えて再デビューするなど、普通の漫画家から植田フォロワー・いしいフォロワーの「大人漫画家」に鞍替えする例も多かった（田中は実は、近藤日出造の弟子として近藤没後の読売新聞の政治漫画を担当していた牧野圭一の弟子で、大人漫画の正統の系譜を継いでいる）。
しかしやがて、4コマ漫画誌にすら美少女漫画が侵食し始めた。
芳文社では1990年代に入っても田中しょうや松田まさおなどの植田まさしフォロワーを4コマ各誌の看板としていたが、1988年には丹沢恵が『まんがタイムファミリー』でデビューするなど、新人は育っており、1993年には『まんがタイム』系4コマ誌から「美少女系」「少女漫画系」のみを選抜し、『ナオミだもん』（こだま学）を看板とする『まんがタイムラブリー』が独立創刊された。女性向け4コマ漫画雑誌が増える中、やがて1997年に関根亮子が『まんがタイムスペシャル』でデビュー、1999年に大乃元初奈が『まんがタイムジャンボ』でデビューするなど、「美少女系4コマ漫画」が増殖し、さらには2000年に海藍が『まんがタイムジャンボ』でデビューするなど、「萌え系4コマ」が登場。2002年には『まんがタイム』系4コマ誌から「萌え系」のみを選抜した、『トリコロ』（海藍）を看板とするドキドキ☆ビジュアル4コママガジン『まんがタイムきらら』が独立創刊された（漫画史においては便宜上「美少女4コマ」「萌え4コマ」とカテゴライズされるが、芳文社自身は「美少女」「萌え」の用語を使っておらず、あくまで「ドキドキ☆ビジュアル」である点には注意）。2000年代には『まんがタイムきららMAX』『まんがタイムきららキャラット』など露骨にオタクを狙った萌え系4コマ漫画誌が増殖し、2010年代に入ると「家族そろって笑って楽しく」のキャッチコピーでおなじみの『まんがタイム』本誌すら『大家さんは思春期!』『レーカン!』などの「萌え系」で埋め尽くされることになるが、それでも植田まさしは芳文社を「4コマ漫画の殿堂」に伸し上げたレジェンドなので、2020年代に至っても植田の『おとぼけ課長（おとぼけ課長代理）』が同誌に連載され続け、植田は同誌の表紙も担当している（植田の病気に伴い、2022年9月号より連載は中断され、表紙も退いた。2023年5月号より復帰したが、扱いは小さくなり、表紙のメイン絵は持ち回りとなっている）。
三倍精神で後に芳文社と並ぶ4コマ漫画大手となる竹書房も、1981年9月、4コマ漫画誌『ギャグダ』を創刊。植田まさし『フリテンくん』を連載しつつも、誌名の如くギャグを志向し、はらたいらや高信太郎などかなり古臭いメンツを揃えていたが、『ギャグダ』が『まんがライフ』へとリニューアルした1980年代中ごろには、植田まさし『フリテンくん』を看板として田中しょうなど植田に酷似した作家が脇を固める当時の一般的な4コマ漫画誌となった。しかしやがて、1996年に胡桃ちのが『まんがライフオリジナル』に登場するなど（胡桃は実は別名義で1980年代に美少女漫画でデビューしている）、系列誌の『まんがライフオリジナル』や『まんがくらぶ』系列も含め、次第に美少女漫画に侵食され、2002年には『せんせいのお時間』（ももせたまみ）を看板とする美少女系4コマ漫画誌『まんがライフMOMO』が独立創刊された。『まんがライフ』本誌も、2000年代には完全に美少女に侵食され、『まんがライフ』休刊号（2022年9月号）の、連載漫画のキャラが総出でさよならをする表紙は、レジェンドとして長期連載が継続していた『ぼのぼの』（いがらしみきお）と『フリテンくん』などを除き、美少女で埋め尽くされた。

### 迷走、そして終焉
文春漫画賞は、特に（4コマ漫画家として大人漫画の系譜を継ぐとみなされながら、1970年代末の漫画界に革新を起こした「ニューウェーブ」漫画家の代表格の一人でもあった）いしいひさいちが受賞した1985年以後は迷走が激しくなった。いしいとともに1985年度の有力候補に挙がった畑中純『まんだら屋の良太』は、その物語性に高い評価を与える選者が多かったが、「『漫画』とは異質を感じる」（加藤芳郎）ということで、代わりに産経新聞の新聞漫画である西村宗『サラリ君』が受賞した。そもそも「漫画」の定義が問題であった。選者の間で、「劇画」を「漫画」に含めるべきか？「物語のある漫画」は漫画なのか？漫画とは「物語+絵」ではなく「案+絵」であるべきではないのか？などと言った議論が紛糾した。選者らは1枚絵の漫画の傑作が登場することを待望していたが、既に正統派の1コマ漫画は発表されることが少なくなっており、毎回選考に苦心していた。それでも、谷岡ヤスジ（1983年度）、高橋春男（1984年度）、いしいひさいち（1985年度）といった異端の作家を授賞させることで、関川夏央曰く、「既に定評を得て久しい作家に対して出し遅れの証文のきらい」はありながらも、文春漫画賞および大人漫画というジャンルはその命脈を保った。
大人漫画の衰退に伴い、1986年度の文春漫画賞ははついに「受賞者なし」の事態となった。元々は古谷三敏『寄席芸人伝』がほぼ満票で決まり、あとは杉浦日向子『百日紅』を選出することで決まりかけていたが、時代に迎合せず大人漫画の伝統を守るという文春漫画賞の本来の目的を貫くため、議論の末に「受賞者なし」とされた。翌年より「カートゥーン」と「劇画」の二部門制にするという案で、議論は一応まとまったが、1987年度にはわたせせいぞう『私立探偵フィリップ』という大人漫画の傑作を選出したことで、文春漫画賞は現状方針の維持が決定。
1988年度の文春漫画賞は杉浦日向子『風流江戸雀』が賞に選ばれたが、選考委員の加藤芳郎は「ドコが面白いのかさっぱりわからない」とコメントした。また、1992年度の受賞者である江口寿史に対しては「久しぶりの『大型新人』」とコメントするなど（江口は1970年代後半から1980年代前半にかけて『すすめ!!パイレーツ』『ストップ!! ひばりくん!』のヒットで『週刊少年ジャンプ』の看板を張った、当時すでにベテラン作家）、加藤は時代から取り残されて毎回とち狂ったコメントをして受賞者から失笑と反発を買いながらも、文春漫画賞が終了する2001年まで選考委員を務めた。加藤は、古典的漫画（「大人漫画」）以外の漫画を最後まで全て「ゲキガ」と呼び、最後まで嫌悪していた。
文春漫画賞の最末期である1999年には、テコ入れの為に若手（と言っても50代）の高橋春男が選考委員に選ばれたが、最後の選考となった2001年の時点においては、もはや文春漫画賞の継続を願っている選者は高橋のみであり、元々2001年度をもって退任する予定であった加藤芳郎を初めとして、旧来の選考委員は賞の終了を当然のこととして受け止めた。賞の終了に際して、砂川しげひさは「ナンセンス漫画時代は終わったなあ」とコメントし、東海林さだおは「『漫画読本』をもう一度復刊させれば、漫画界は隆盛を取り戻す」とコメントした。加藤芳郎は「ナンセンス、ギャグ、ユーモア、ペーソス、風刺等（中略）コミック以外のエスプリのあるカツゥーンが大人の漫画の魅力」と考えており、「惜しむべしと思うのも確かだが、文春漫画賞マラソンレースに、再び粒ぞろいが疾走する時代は恐らくもう来ないのではないだろうか」と嘆じた。一方、選考委員としてこれからも「ほんとうに面白い漫画」を選ぶ気がマンマンだった高橋は「諸先輩との感覚のズレ」を語り、「文春漫画残念賞」「老害のたれ流し」とコメントした。
1999年、「現代」を代表する大人漫画家であった谷岡ヤスジが死去したとき、その著作が当時一冊も刊行されておらず、作品を読むことができなかった。そのため、追悼作品集として谷岡ヤスジ傑作選『天才の証明』を実業之日本社より出版したところ、売れ行きが好調で、増刷が続いた。それを受け、2002年には大人漫画の研究者である夏目房之介・呉智英により大人漫画のアンソロジー『復活！大人まんが』が実業之日本社より刊行されるなど、大人漫画の再評価の動きが出た。本書で呉は、「過去の名作がいつでも入手可能なように、大人漫画のシリーズを継続的に発行してはどうか」「『COMIC CUE』などのオルタナ系漫画のアンソロ（書籍扱い雑誌）の刊行されている時代背景を受けて、大人漫画を発表できるメディアを用意してはどうか」「デジタル配信を前提とした場合、ページをめくって読む劇画よりも大人漫画の方が向いているのではないか」などの案を出し、とにかくいろんな試みによって大人漫画に若い才能を呼び寄せることを訴えたが、実現せず、結局、「大人漫画」というジャンルは復活しなかった。
このような経緯で、「大人漫画」というジャンルは歴史のかなたに忘れさられた。特に2000年代以後に執筆された主要な漫画史の本は、漫画集団を主軸とする「大人漫画」の流れを無視している物が多い（その点で、2016年に出版された峯島正行の『回想 私の手塚治虫』は、漫画集団の一員でもある手塚治虫の大人漫画家としての側面に着目し、手塚を大人漫画史の中に位置付けた特徴的な史書である）。
ジャンルとして消滅して久しいものの、完全にその文化的系譜が失われたわけではなく、2022年にデビューした映像作家のかねひさ和哉は昭和30年代から40年代にかけての「大人漫画」をオマージュしたアニメーションやイラスト、漫画などを発表し、高く評価されている。

## サブジャンル

### プロパガンダ漫画
1930年代から1960年代にかけての主要な大人漫画家の職能集団「漫画集団」のメンバーは、戦中においても戦後においても政府のプロパガンダ漫画を手掛けた。戦前から活躍した大人漫画家が、戦時中に「鬼畜米英漫画」を描いて軍国主義のプロパガンダに加担したことを全く反省せず、戦争が終わった1945年のうちに手のひらを返して民主主義を称え（転向）、さらには戦後も政府のプロパガンダに加担し続けたことは、戦後世代からは強く批判された。そして、近藤日出造を頂点とするそんな漫画家の職能集団「漫画集団」が「大人漫画」というジャンルの主導権を握り続けたことが、「大人漫画」というジャンルの衰退の遠因となった。
1932年に近藤日出造を中心として結成された大人漫画家の職能集団である「新漫画派集団」は、1940年に機関紙『漫画』を創刊。1941年より「漫画社」を通じて大政翼賛会からの仕事を請けてプロパガンダ漫画を製作していた。この時期のプロパガンダ漫画は、ルーズベルトやチャーチルなど、米国や英国の首脳を「鬼畜」と称して禍々しく描くのが典型であり、「鬼畜米英漫画」と呼ばれる。
終戦直後の1945年10月に近藤日出造を中心として結成された「漫画集団」は、「新漫画派集団」の面子をそのまま受け継いでいながら、米国と自由主義を称え、軍国主義や天皇を批判する漫画を盛んに描くようになった。これを「転向」と呼ぶ。
1967年に近藤を中心として漫画社が再興され、機関紙『漫画』を復刊するが、『漫画』誌の売れ行き不振により漫画社は1969年6月に不渡を出し、役員の近藤らは大きな借金を抱えた。そのため、たまたま『漫画』誌のアンケートハガキを送ってきた政界のフィクサー・笹川良一を通じ、政府のプロパガンダ漫画を手がけて負債を返済することにする。『漫画』誌の実売は数千部だったが、笹川は『漫画』誌1968年4月号の「馬にもわかる"安保"解説」（近藤日出造）を読んで激賞し、アンケートを送ってきた。もともと近藤は笹川と面識があり、漫画社営業の樋口信（昭和通信時代に「きゅうりのキューちゃん」（1962年発売）のマーケティングを手掛けた）が笹川に会いに行くと、翌日には川島正次郎（自民党副総裁）らとの話し合いになり、いきなり何部買い取るかという話になったという。同年に漫画社から出版された近藤日出造『安保がわかる』（1969年）は、80万部を自民党が買い上げ、全国に無料で頒布された。これに対抗し、総評と国民文化会議も水木しげるや赤塚不二夫らによる『まんが安保』を制作した。
『安保がわかる』の成功により、近藤らは『漫画』誌の借金を一部返済したものの、今度は近藤らが運営に参画していた漫画専門学校の倒産により、莫大な借金を抱えた。そのため、1969年に新たに「株式会社漫画アイデアセンター」（通称「漫画社」）を設立。旧「漫画社」の役員がそのままスライドし、近藤日出造は漫画社の社主に収まった。
1970年、近藤は「自由新報」（自民党の機関誌）に『日本安全運転』の連載を開始。民社党のプロパガンダ本である近藤日出造『心配にっぽん、この道がある』（1972年）、反日共のプロパガンダ本である近藤日出造『赤はストップ』（1974年、自民党が買い上げて全国に配布された）など、1960年代後半から1970年代にかけての近藤は、借金返済と会社の経営のために積極的にプロパガンダ漫画を手掛け、また漫画社の編集代表としてプロパガンダ漫画家をまとめ上げた。
漫画アイデアセンターは、内紛を経て、1974年には樋口信が漫画社のトップとなり、「漫画社」に社名変更。樋口は各団体のPR漫画を手掛ける広告企画会社として「漫画社」を定義し直した。樋口社長によると、「PR誌、広告宣伝雑誌、機関誌といったもの」は、部数が多いために「漫画家の立場からすれば、作品を発表する対象として捨てがたい媒体」で、「しかも原稿料がいい。（笑）」。
その後の漫画社は電気事業連合会（電事連）と結びつき、「漫画集団」のメンバーは漫画社を通じて電事連からの仕事を請け、近藤日出造『電気は心 原子力発電を考える』（1974年）などの「原発プロパガンダ漫画」を手掛けるようになった。漫画社取締役の近藤はプロパガンダ漫画で食いつなぐ状況になっても『漫画』誌の復刊を望んでおり、また各界の著名人や書き手の漫画家も協力を惜しまないことを表明していた。そのため、漫画社の樋口社長は、できれば休刊10年後の1977年を目途として『漫画』誌の早期の復刊を近藤に確約していたが、果たされることなく、近藤は1976年に病に倒れ、1979年に死去。
近藤の没後は鈴木義司が原発プロパガンダ漫画の中心となり、例えばチェルノブイリ原発事故（1986年）が起こった直後の『鈴木義司の原子力発電を考える』（1988年）では「日本ではチェルノブイリ事故は起きない」と訴えている。原発のプロパガンダ漫画は、漫画社が製作した物を電力会社が買い上げ、全国に無料で頒布された。学校に生徒の数だけ送付すれば、学校が意図を察して生徒に配布してくれたらしい。
なお、大人漫画の衰退後も、漫画社は電力会社のプロパガンダ漫画を中心としてPR漫画を専門に手掛ける広告企画会社として存続し、2008年に解散した。有名漫画家が多数在籍し、政党や政府の仕事も請ける、往時はかなり大手の広告代理店であり、例えば第15回参議院議員通常選挙の民社党の漫画ポスター「幸せ、わかち愛」（1989年）や、陸上自衛隊の漫画パンフレット『スピリッツ』（陸幕広報部、1989年）などを手掛けている。
漫画社が手掛けた原発プロパガンダ漫画に関して言えば、例えば関西電力による『アラレちゃんの原子力発電豆辞典』（1981年）など、大人漫画以外にも、その時代ごとの人気漫画の人気キャラクターを起用した作品を手掛けた。ただし、著作権者の許可を正式にとっていたかどうかは疑問で、例えば『アトムジャングルへ行く』（1977年）および『よみがえるジャングルの歌声』（1978年）は、手塚治虫の『鉄腕アトム』のキャラクターを使った原発プロパガンダ漫画であるが、手塚および手塚プロダクションに無許可で出版された。これを知った手塚は、即座に抗議をして配布を取りやめさせた。この作品は、チェルノブイリ原発事故後に改めてマスコミに注目され、手塚は1988年に『コミックボックス』の取材で、改めて「ぼくも原発に反対です」との声明を出した。同じく2011年の福島原発事故後にも、電力会社が広告会社と結びついて漫画を利用した「プロパガンダ」の象徴的事例としてマスコミに取り上げられ、手塚プロダクションが改めて無関係とのコメントを出した。

## 参照
1. ↑  『回想 私の手塚治虫』峯島正行、山川出版社、2016年12月、p.98
2. ↑  『復活！大人まんが』夏目房之介、呉智英、2002年、実業之日本社、p.17
3. ↑  『戦後エロマンガ史』、p.49、米沢嘉博、青林工藝舎、2010年
4. ↑  『プレジデント』1986年3月号、p.10、プレジデント社
5. ↑  『コミカライズ魂』、すがやみつる、河出書房新社、2022年
6. ↑  『週刊ポスト』1971年2月5日号、p.3]
7. ↑  「新評」1968年4月号、p.110
8. ↑  『近藤日出造の世界』p.330、峯島正行、青蛙房、1984年3月
9. ↑  『復活！大人まんが』夏目房之介、呉智英、2002年、実業之日本社、p.2
10. ↑  『復活！大人まんが』夏目房之介、呉智英、2002年、実業之日本社、p.179
11. ↑  『朝日新聞』1970年7月4日
12. ↑  世相風俗観察会『現代世相風俗史年表：1945-2008』河出書房新社、2009年3月、130頁。ISBN 9784309225043。
13. ↑  『マンガ芸術論』,富士書院,石子順造,1967年,p.122
14. ↑  石子順『日本漫画史 上』
15. ↑  小林信彦『一少年の観た「聖戦」』、p.196
16. ↑  『週刊朝日』1949年4月24日号、近藤日出造・談「算盤主義を排せ」
17. ↑  『中央公論』1956年7月号、pp.310-316、近藤日出造「子供漫画を斬る」
18. ↑  佐藤まさあき『劇画の星をめざして』文藝春秋社、p.283、1996年、佐藤まさあき
19. ↑  『回想 私の手塚治虫』峯島正行、山川出版社、2016年12月、p.101
20. 1 2  『手塚治虫 漫画の流儀』、手塚治虫、石子順
21. ↑  『回想 私の手塚治虫』峯島正行、山川出版社、2016年12月、p.105
22. ↑  『近藤日出造の世界』p.184、峯島正行、青蛙房、1984年3月
23. ↑  『新漫画派集団・漫画年鑑』新漫画派集団 編、文座書林、1933年
24. ↑  『回想 私の手塚治虫』峯島正行、山川出版社、2016年12月、p.110
25. ↑  「戦時下の漫画 －新体制期以降の漫画と漫画家団体－」 井上祐子、立命館大学
26. ↑  『近藤日出造の世界』p.277、峯島正行、青蛙房、1984年3月
27. ↑  『漫画謝肉祭』、もりたなるお、講談社、1983年、p.14
28. ↑  『芳文社20年の歩み』「芳文社20年略史」、1970年、芳文社、p.72
29. ↑  『近藤日出造の世界』p.356、峯島正行、青蛙房、1984年3月
30. ↑  『朝日ジャーナル』1970年7月19日号、p.95
31. ↑  V林田『麻雀漫画50年史』文学通信、2024年、111頁
32. ↑  『「笑い」の解体』山藤章二、p.100、講談社、1987年2月
33. 1 2  『文藝春秋漫画賞の47年』p.458、文藝春秋社、2002年
34. ↑  『文藝春秋漫画賞の47年』p.311、文藝春秋社、2002年
35. ↑  『文藝春秋漫画賞の47年』p.457、文藝春秋社、2002年
36. ↑  『文藝春秋漫画賞の47年』p.467、文藝春秋社、2002年
37. ↑  『復活！大人まんが』夏目房之介、呉智英、2002年、実業之日本社、p.36
38. ↑  “かつて漫画の主流で、今は”絶滅”した「大人漫画」とは…その歴史と意義を振り返る”. posfie (2024年6月28日). 2025年2月7日閲覧。
39. ↑  綿貫大介. “こっちのけんと「はいよろこんで」MV制作者・かねひさ和哉に聞く、23歳で昭和レトロな作風に辿り着いた背景”. CREA. 2025年2月7日閲覧。
40. ↑  『流通情報』1996年9月号、p.33、流通経済研究所
41. ↑  『自由民主党年報』、1974年、p.88
42. 1 2  『近代中小企業』1977年5月号、p.56
43. ↑  『月刊総評』日本労働組合総評議会、1978年12月号、p.89
44. ↑  「参院選広告速報 / 天野祐吉」『広告批評』第129号、マドラ出版、1989年8月1日、73 - 79頁、NDLJP:1853089/105。
45. ↑  『図説 危険な話 不思議で不安な原子力発電のこと』コミックボックス編、1989年
46. ↑  『朝日新聞』2013年4月18日付、p4「アトムの涙」